# Scaptia
Scaptia is een vliegengeslacht uit de familie van de dazen (Tabanidae).

## Soorten
- S. auriflua E. Donovan, 1805
- S. bancrofti E. Austen, 1912
- S. beyonceae B. Lessard, 2011
- S. brevirostris P. Macquart, 1850
- S. dorsoguttata P. Macquart, 1850
- S. guttata E. Donovan, 1805
- S. lata F. Guérin-Méneville, 1835
- S. lerda F. Walker, 1850
- S. monticola M. Mackerras, 1960
- S. muscula K. English, 1955>
- S. orientalis M. Mackerras, 1960
- S. pulchra Ricardo, 1915
- S. quadrimacula F. Walker, 1848
- S. tricolor F. Walker, 1848
- S. violacea P. Macquart, 1850